# Gnathia marleyi
Gnathia marleyi (лат.) — вид паразитических равноногих ракообразных из подсемейства Gnathiidae (подотряд Cymothoida). Обитает в Карибском море.

## Описание
Длина самцов 2,6—3,7 мм. Самки мельче — 2,1—3,1 мм. Обладают выраженным половым диморфизмом: у самцов широкая сплющенная голова с крупными направленными вперёд мандибулами (с 10—11 выступами-зубцами), а у самок голова много мельче и на ней отсутствуют мандибулы. «Голова» самцов (cephalosome) прямоугольная, примерно в 1,4 раза шире своей длины (у самок в 1,2). Глаза крупные, равны по длине 0,28 длины головы (у самок почти 0,5). Длина мандибул почти равна длине головы (0,8). После вылупления из яйца проходят несколько «личиночных» стадий развития, в том числе питающуюся праницу (praniza) (и следующую zuphea, которая у данного вида пока не найдена). Молодые особи (праница) прикрепляются к покровам рыб и питаются их кровью. Среди видов рыб-хозяев такие как желтополосая ронка и другие. Обитают среди морских водорослей, губок и кусочков мёртвых кораллов.

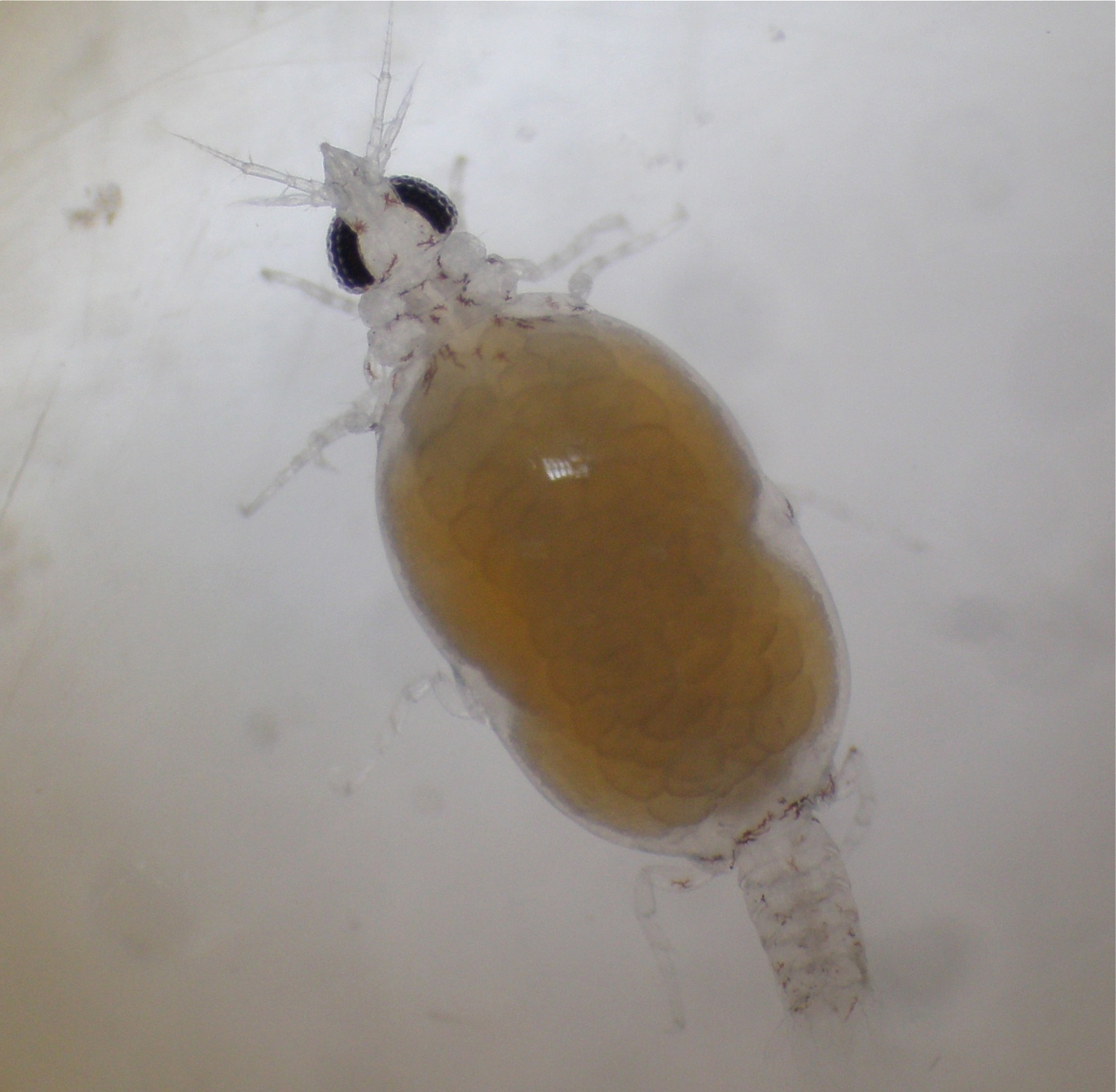
Самка Gnathia marleyi с яйцами
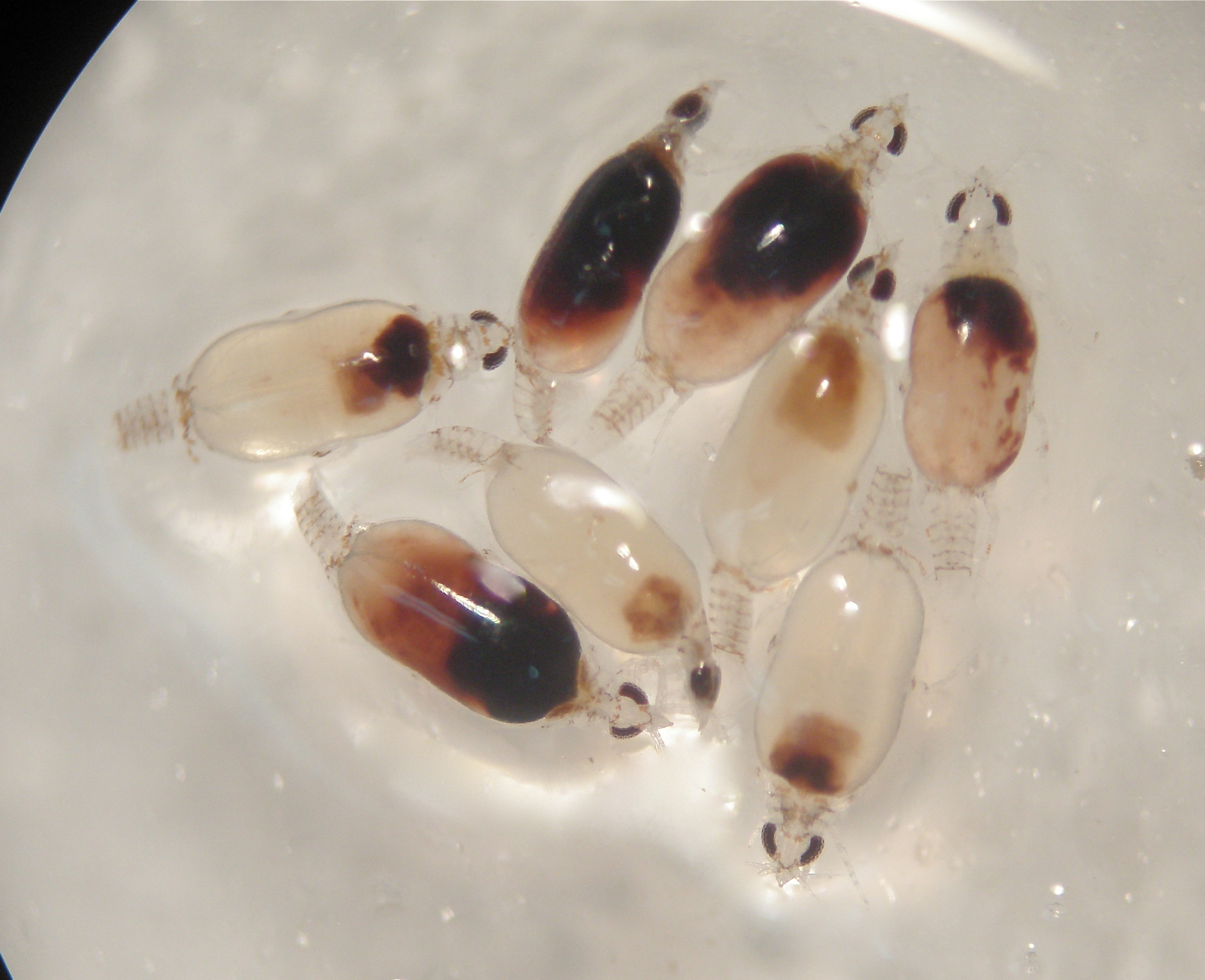
Молодые особи Gnathia marleyi

## Виды хозяев
Молодые особи Gnathia marleyi обнаружены на следующих видах рыб:
- Haemulon flavolineatum, H. sciurus (Shaw, 1803); H. plumieri (Lacepede, 1801); Lutjanus apodus (Walbaum, 1792); L. griseus (Linnaeus, 1758); Epinephelus guttatus (Linnaeus, 1758); Holocentrus rufus (Walbaum, 1792), Stegastes diencaeus (Jordan and Rutter, 1897); Stegastes planifrons (Cuvier, 1830); Acanthurus bahianus Castelnau, 1855; Chaetodon capistratus Linnaeus, 1758; Scarus taeniopterus Desmarest, 1831; Sparisoma aurofrenatum (Valenciennes, 1840).

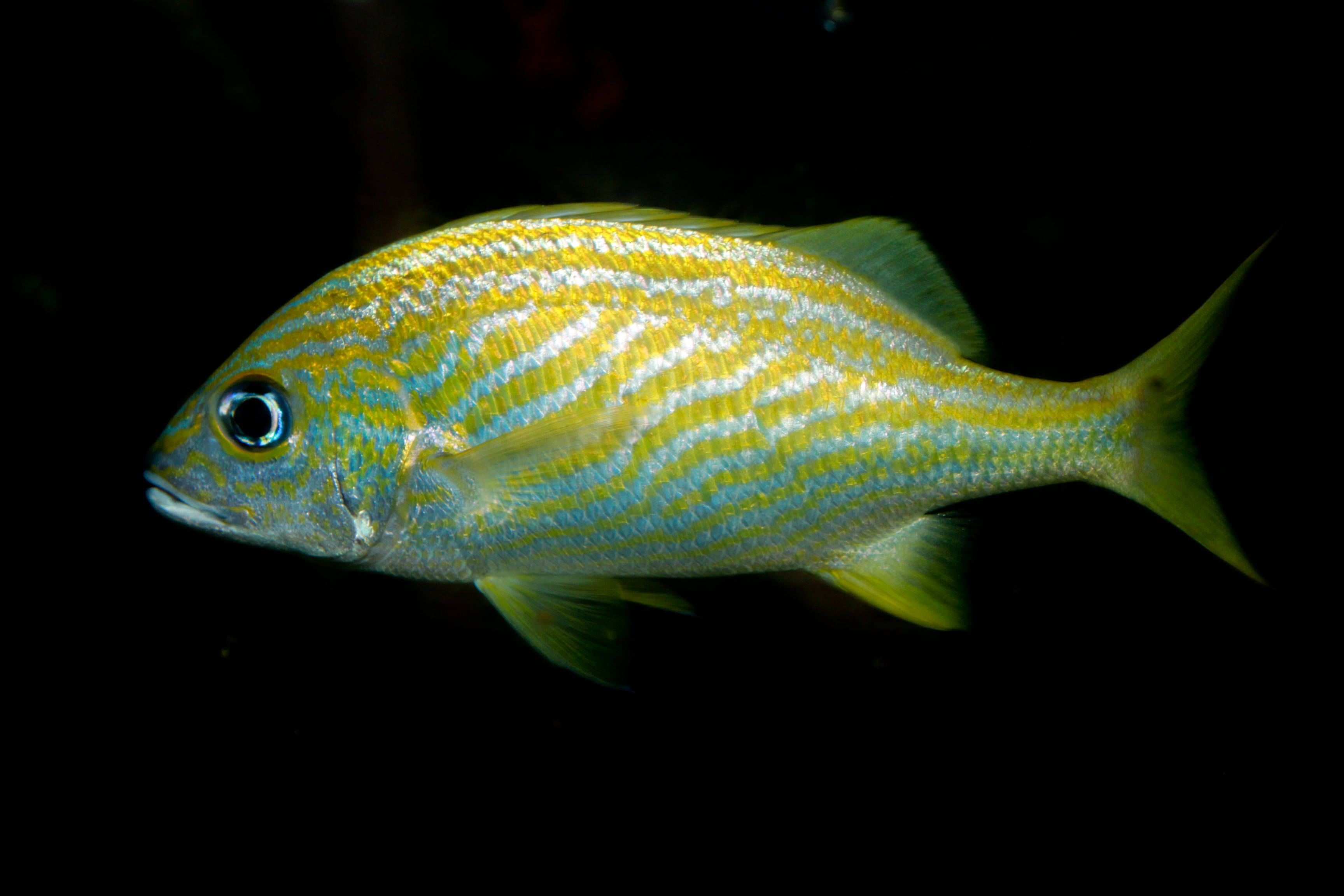
Рыба Haemulon flavioliniatum, обычный хозяин для Gnathia marleyi
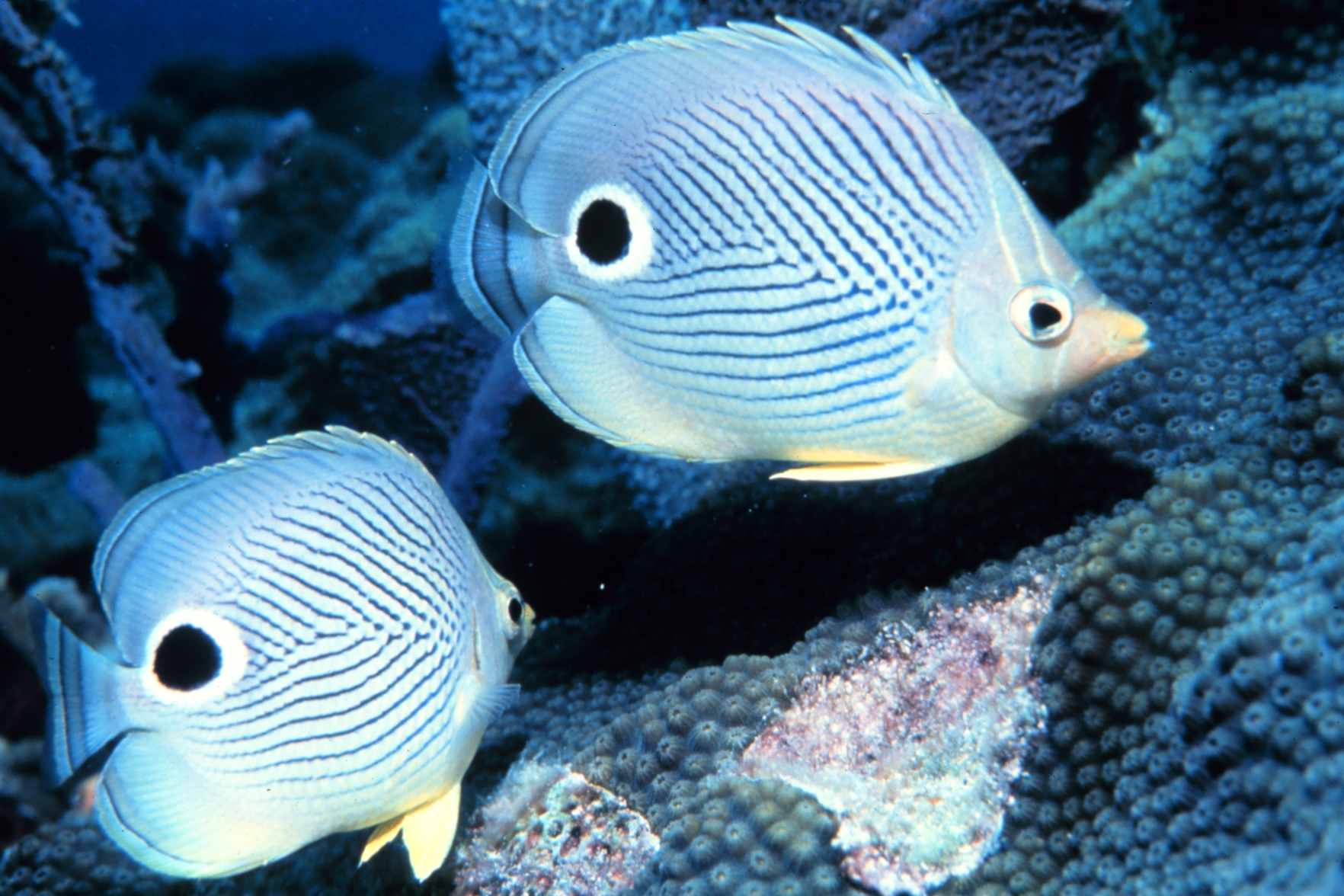
Четырёхглазая рыба-бабочка (Chaetodon capistratus)

## Этимология
Таксон был впервые описан в 2012 году и назван в честь музыканта и звезды стиля регги Боба Марли, родившегося на Карибских островах, в районе которых и был найден такой же неординарный вид. Ранее другой представитель того же подотряда Cymothoida был назван в честь музыканта (Cirolana mercuryi).